# Rukia Nusra Omulisia
Rukia Nusra Omulisia (* 29. August 2001) ist eine kenianische Hürdenläuferin, die sich auf die 100-Meter-Distanz spezialisiert hat und aktuell Inhaberin des Landesrekordes ist.

## Sportliche Laufbahn
Erste internationale Erfahrungen sammelte Rukia Nusra Omulisia im Jahr 2017, als sie bei den U18-Weltmeisterschaften in Nairobi mit 15,96 s in der ersten Runde über 100 m Hürden ausschied. Bei den World Athletics Relays 2021 im polnischen Chorzów wurde sie in 59,89 s Dritte in der Hürden-Pendelstaffel und stellte damit eine neue afrikanische Bestleistung auf. 2024 belegte sie bei den Afrikaspielen in Accra in 14,09 s den sechsten Platz über 100 m Hürden und kam mit der 4-mal-100-Meter-Staffel im Finale nicht ins Ziel. Im Juni gelangte sie bei den Afrikameisterschaften in Douala mit 13,99 s auf den achten Platz im Hürdenlauf und belegte im Staffelbewerb in 46,63 s den siebten Platz.
In den Jahren 2023 und 2024 wurde Omulisia kenianische Meisterin im 100-Meter-Hürdenlauf.

## Persönliche Bestzeiten
- 100 m Hürden: 13,67 s (−0,5 m/s), 14. Juni 2024 in Nairobi (kenianischer Rekord)